# Flaga Kostaryki
Flaga Kostaryki – jeden z symboli państwowych Kostaryki.

## Wygląd i symbolika

### Wygląd
Flaga składa się z pięciu poziomych pasów: niebieskiego, białego, czerwonego, białego i niebieskiego. Niebieskie i białe pasy zajmują po 1/6 flagi, natomiast pas czerwony jest grubszy i zajmuje 2/6. W wersji państwowej i wojskowej dodany jest herb. Zawiera on scenę ukazującą wulkany pomiędzy dwoma oceanami, na każdym żegluje po jednym statku. Nad wulkanami znajduje się siedem gwiazd.

### Symbolika
Niebieskie i białe pasy nawiązują do starej flagi Zjednoczonych Prowincji Ameryki Środkowej. Kolory flagi nawiązują do flagi francuskiej, i mają reprezentować wartości rewolucji francuskiej – wolność, równość i braterstwo. Ponadto każdy z kolorów ma własną symbolikę: niebieski oznacza niebo, cele do osiągnięcia, myślenie intelektualne, wytrwałość w dążeniu do celów, nieskończoność, wieczność i ideały duchowych i religijnych pragnień. Biały symbolizuje jasne myślenie, szczęście, mądrość, moc i piękno nieba siłę napędową inicjatyw do poszukiwania nowych przedsięwzięć oraz pokój Kostaryki. Czerwony pas na środku został dodany, by reprezentować „cywilizację stulecia”, słońce emitujące nad Kostaryką „pierwsze promienie jej prawdziwej niepodległości”, ciepło mieszkańców Kostaryki, ich miłość do życia, krew przelewaną za wolność i ich hojną postawę. Siedem gwiazd nad wulkanami reprezentuje siedem prowincji republiki.

## Historia
Podobnie jak inne państwa wewnątrz Zjednoczonych Prowincji, Kostaryka używała flagi złożonej z trzech poziomych pasów, niebieskiego, białego i niebieskiego z herbem pośrodku. Flaga ta była zainspirowana flagą Argentyny, pierwszego państwa, które uzyskało niepodległość od imperium hiszpańskiego. Po odłączeniu się od Federacji Kostaryka dalej używała flagi mocno inspirowanej dawną flagą federalną, jednak wersja z lat 1840–1842 używała odwróconych barw pasów. 29 września 1848 za sugestią Pacífici Fernández Oreamuno, żony pierwszego prezydenta Kostaryki, przez inspiracje ideałami francuskiej rewolucji, została utworzona nowa flaga, używająca kolorów flagi francuskiej. Jest ona w użyciu do dziś, a do wersji używanej przez rząd dodany został herb.

## Historyczne wersje flagi[a]

wrzesień 1821 – 6 czerwca 1823
6 czerwca 1823 – 4 marca 1824
4 marca – 2 listopada 1824
2–22 listopada 1824
22 listopada 1824 – 15 listopada 1840
21 kwietnia 1840 – 20 kwietnia 1842
wrzesień 1842 – 12 listopada 1848
12 listopada 1848 – 27 listopada 1906
1906–1964
1964–1998